# Segment B
| subclasse de | automòbil                     |
| sèrie        | Classificació dels automòbils |

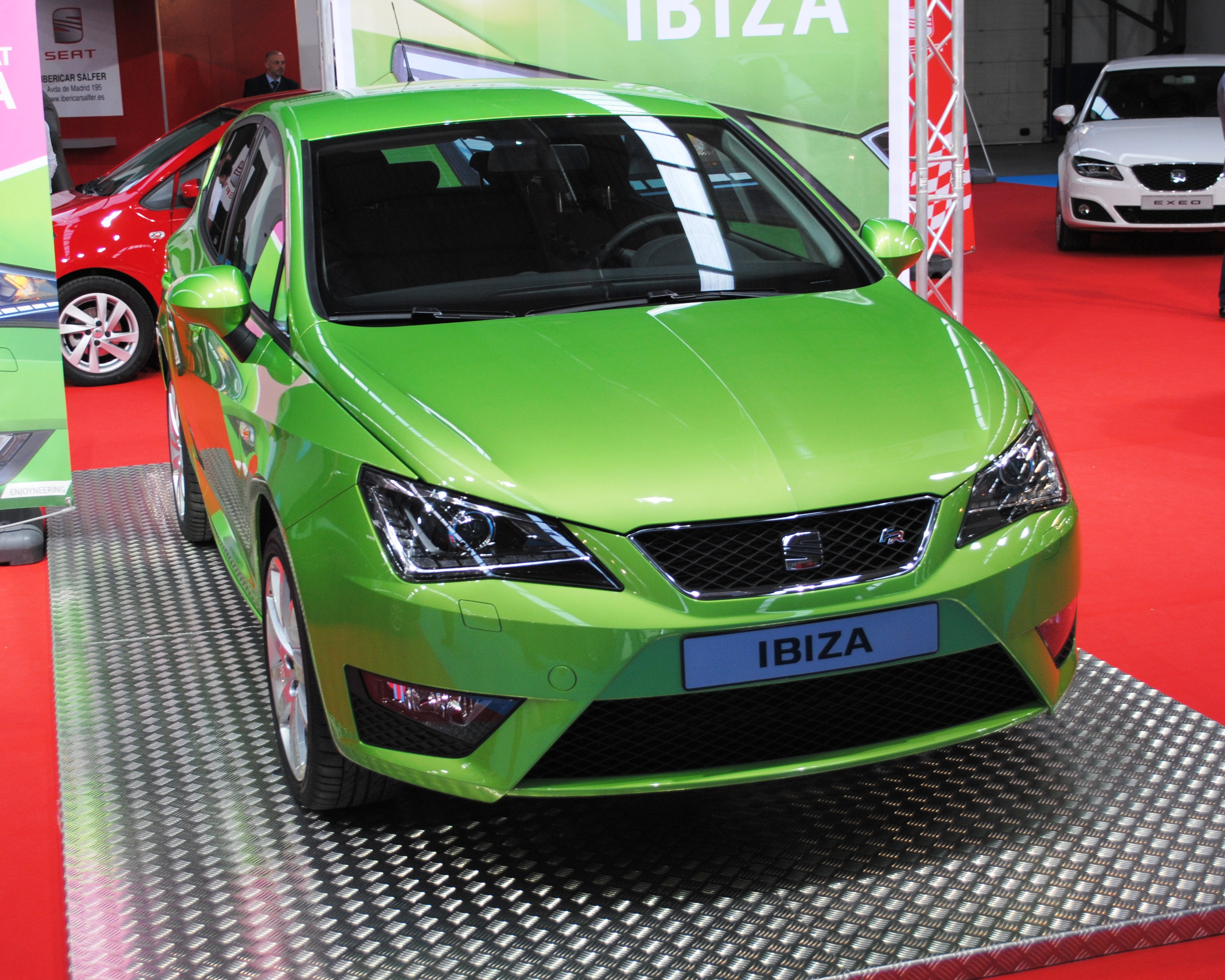
Seat Ibiza, un automòbil del segment B muntat a la factoria de Martorell.

El segment B és un segment d'automòbils que s'ubica entre els segments A i C. Generalment es tracta de vehicles que tenen espai per a quatre adults i un nen.
Tot i que dues dècades enrere els automòbils del segment B mesuraven uns 3,75 m de llarg, actualment aquests vehicles ronden els 4,00 m en carrosseria hatchback, monovolum o tot terreny, i 4,25 m en el cas de carrosseries sedan i familiar. Els motors són gairebé sempre de quatre cilindres, i les seves cilindrades solen abastar de 1.0 a 2.0 litres.
Segons el tipus d'automòbil, un automòbil pot estar en algun subsegment. Un automòbil de turisme del segment B es denomina "polivalent", "utilitari, compacte petit" o "subcompacte"; un monovolum d'aquesta mida és un "minimonovolum", i un tot terreny del segment es diu "mini tot terreny".
Entre els models d'aquest segment hi ha: SEAT Ibiza, SEAT Arona, Audi A1, Ford Fiesta i Ford Puma, entre d'altres.